# Malahat Nasibova

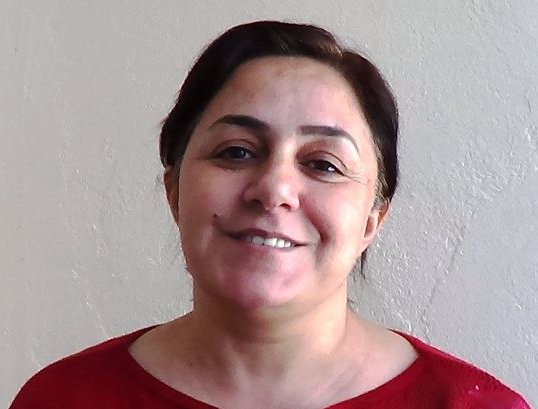
Nasibova im Jahr 2020.

Malahat Nasibova (* 6. März 1969 in Nachitschewan, Aserbaidschanische Sozialistische Sowjetrepublik, Sowjetunion) ist eine aserbaidschanische Journalistin und Menschenrechtsaktivistin. Die frühere Musikpädagogin gründete die Menschenrechtsorganisation Democracy and NGO’s Development Resource Center und berichtete unter anderem kritisch über die Behördenwillkür in ihrer Heimat, der autonomen Republik Nachitschewan.

## Leben
Malahat Nasibova wurde 1969 in der Autonomen Sozialistischen Sowjetrepublik Nachitschewan geboren, der heute unter aserbaidschanischer Verwaltung stehenden Autonomen Republik Nachitschewan. Sie absolvierte in ihrer Heimat eine Ausbildung zur Musikerin beziehungsweise Musiklehrerin, die sie im Jahr 1990 abschloss. Daraufhin war Nasibova zehn Jahre als Lehrerin in der Gemeindeschule von Aliabad tätig.
Ab dem Jahr 2000 begann Nasibova als Journalistin und Menschenrechtlerin zu arbeiten. Sie agierte am Anfang als Kontaktperson für Journalisten von Radio Free Europe/Radio Liberty (RFE/RL), die BBC und Voice of America (VOA) und begann über die soziale und politische Lage in Nachitschewan zu berichten, dessen Oberhaupt seit Mitte der 1990er-Jahre Vasif Talibov ist. 2002 gründete Nasibova mit dem Democracy and NGO’s Development Resource Center die erste Nichtregierungsorganisation in Nachitschewan und machte auf Menschenrechtsverstöße aufmerksam. Bis heute ist sie Leiterin dieser Menschenrechtsorganisation, die erst 2004 offiziell von den Behörden anerkannt wurde. 2003 wurde Nasibova selbst Journalistin bei RFE/RL, der privaten und unabhängigen Nachrichtenagentur Turan sowie Radio Azadliq, während sie von 2003 bis 2004 als Chefredakteurin bei der Lokalzeitung Bizim Naxçıvan („Unser Naxçıvan“) angestellt war.
Aufgrund ihrer kritischen Berichterstattung zur Drogenproblematik in Nachitschewan wurde Nasibova im Juni 2004 vor Gericht vom Leiter der nationalen Drogenklinik verklagt. Gleichzeitig wurden sie und ein weiterer Journalist bedroht und machten die Behörden ihrer Heimatregion dafür verantwortlich. Nachdem sich regionale und internationale Rechtsorganisationen für sie eingesetzt hatten, wurde die Klage im April 2005 zurückgezogen. Daraufhin sollen die folgenden Jahre mehrfach anonyme Drohungen, tätliche Angriffe und weitere Repressalien gegen sie und ihren Ehemann Ilqar Nasibov erfolgt sein, der ebenso als Journalist und Menschenrechtsaktivist tätig ist.
Die vom damaligen RFE/RL-Direktor Jeffrey Gedmin als „furchtlos“ beschriebene Nasibova berichtete im Jahr 2007 in einer Reportage über einen 70-jährigen Oppositionsaktivisten, der verhaftet und in eine psychiatrische Klinik zwangseingewiesen wurde. Im Dezember desselben Jahres wurde Nasibovas Ehemann zu einer 90-tägigen Gefängnisstrafe verurteilt, nachdem das Paar eigenen Angaben zufolge auf einem Markt in Babək Zeuge von Polizeigewalt gewesen war und sich lgar Nasibov beim aserbaidschanischen Präsidenten İlham Əliyev beschwert hatte. Zur selben Zeit wurden ihre Wohnung und das Büro des Democracy and NGO’s Development Resource Center durchsucht, Computer und Dokumente beschlagnahmt und Nasibova selbst kurzzeitig verhaftet. Nach der Verhaftung Nasibovs nahmen die Vereinigten Staaten in dem Fall Stellung, dennoch wurde gegen Nasibov eine weitere Haftstrafe von einem Jahr verhängt.
Für ihren Kampf für unabhängige und freie Presse in Nachitschewan wurde Nasibova 2009 mit dem norwegischen Raftopreis ausgezeichnet. Die Preisorganisation lobte sie als „Journalistin, die sich nicht zwingen lässt zu Schweigen“ sowie als eine Art „‚Ombudsfrau‘ in der Region, zu jemandem, der sich die Lokalbevölkerung anvertraut ohne dabei die eigene Sicherheit aufs Spiel setzen zu müssen.“ Im selben Jahr wurde ihr Ehemann und ein weiterer Mitarbeiter von Nasibovas Menschenrechtsorganisation angegriffen, als sie unter Studenten der staatlichen Universität eine Befragung zu Korruptionsfällen durchführen wollten. Gleichzeitig soll den Verletzten medizinische Hilfe verweigert worden sein. Im April 2010 berichtete Nasibova von Internetangriffen auf die E-Mail-Konten ihrer Organisation. Im selben Jahr stufte Human Rights Watch die Situation in Nachitschewan als „noch ernster“ als in den übrigen Regionen Aserbaidschans ein. 2012 wurde Nasibova „für ihre furchtlose Arbeit um die Presse-, Redefreiheit, Demokratie- und Menschenrechte in Aserbaidschan zu verteidigen“ mit dem Swedish Press Freedom Award, dem Preis der schwedischen Sektion von Reporter ohne Grenzen geehrt.
Im Januar 2013 demonstrierte Nasibova in Baku friedlich mit hundert weiteren Menschen gegen durch Polizeigewalt niedergeschlagenen Proteste in der Stadt İsmayıllı. Sie wurde daraufhin kurzzeitig gemeinsam mit ihrem Ehemann, den prominenten Bloggern Emin Milli, Zaur Gurbanli and Bakhtiyar Hajiyev sowie den Journalisten Shahveled Chobanoglu und Khadija Ismayilova inhaftiert. Daraufhin wandte sich die Menschenrechtsorganisation Amnesty International an den Europarat, während das Vorgehen auch von Reporter ohne Grenzen öffentlich verurteilt wurde. Ende August 2013 berichtete die oppositionelle Zeitung Azadliq über das Schließen zahlreicher Internet-Cafés in Nachitschewan und eine dadurch drohende Informationsblockade, was von offiziellen Behörden aber dementiert wurde. Nasibova selbst äußerte im Zusammenhang, dass die Internet-Cafés in ihrer Heimatregion schon seit Jahren behördlich überwacht werden würden – u. a. würden unabhängige Nachrichtenwebseiten blockiert und Kameras installiert. Gleichzeitig beklagte sie, dass es nur einen staatlich kontrollierten Internet-Anbieter in Nachitschewan geben würde, der nach Belieben Webseiten blockieren und die Surfgeschwindigkeit kontrollieren könnte. Nasibova führte das behördliche Vorgehen auf die bevorstehenden Präsidentschaftswahlen im Oktober bzw. das wachsende politische Interesse junger Leute zurück.
Aus der Ehe mit Ilqar Nasibov gingen drei Kinder hervor. Aus Sicherheitsgründen leben die beiden erwachsenen Kinder außerhalb von Nachitschewan.

## Auszeichnungen
- 2009: Raftopreis
- 2012: Swedish Press Freedom Award